# Кангто
Кангто, Канггардо (англ. Kangto, Kanggardo Rize, тиб.: གངས་དཀར་རྡོ་རི་རྩེ, кит.: 康格多峰) — гірська вершина в Гімалаях. Знаходиться на кордоні між Китаєм (регіон Шаньнань) і Індією (штат Аруначал-Прадеш). У різних джерелах висота вершини вказується від 7060 до 7090 м н.p.м.
Вже перша спроба 1988 року сходження на вершину північно-східним гребенем виявилася вдалою.

## Ресурси Інтернету
- Kanggardo Mountain Gov-site [Архівовано 27 лютого 2015 у Wayback Machine.]
- Kanggardo Rize Travel-site

## Виноски
1. ↑   Amer. Alpine Journal. — 1989. — Vol. 31, No 63. — P. 287–288.